# Temelucha inflata
Temelucha inflata är en stekelart som beskrevs av Dasch 1979. Temelucha inflata ingår i släktet Temelucha och familjen brokparasitsteklar. Inga underarter finns listade i Catalogue of Life.